# Ikitus
Los Ikitus, o en su forma castellanizada Iquitus son un pueblo indígena amazónico, en el pasado llegaron a ocupar territorio que incluía la zona donde actualmente se encuentra la ciudad de Iquitos, capital de Loreto. Esta ciudad habría sido llamada así por los ikitus.
Al igual que los pueblos arabela y vacacocha, la lengua del pueblo ikitu pertenece a la familia lingüística Záparo.
El pueblo ikitu habita principalmente en la provincia de Maynas, departamento de Loreto. Según datos obtenidos por el Ministerio de Cultura, la población de las comunidades del pueblo ikitu se estima en 519 personas.

## Historia
Los ikitu habitaban una vasta región que incluía el área donde hoy se encuentra la ciudad de Iquitos, parte del río Nanay y sus tributarios, el río Blanco y el Chambira (Girard 1958). Más adelante, los ikitu habrían extendido su presencia desde el río Tigre hasta el río Napo. En aquellos tiempos, estaban divididos en tres subgrupos: los ikitu (o iquito), los maracanos y los auves (INEI 2007).
Durante los siglos XVII y XVIII, muchos ikitu fueron obligados a incorporarse a misiones de la Orden Jesuita. De manera general, el contacto con agentes foráneos los afectó físicamente, ocasionando epidemias que diezmaron de manera importante a este pueblo (Mayor y Aparicio 2009).
En 1737 se llevó a cabo el primer intento de pacificación, y para el año 1740 los misioneros de la Compañía de Jesús lograron organizar reducciones con ellos, llegando a fundar un total de 8 misiones entre 1740 y 1767. A partir de este último año, cuando se consolida la Reducción de San Pablo del Napeano, algunos miembros del pueblo ikitu se establecen definitivamente en este lugar, el cual sería después la ciudad de Iquitos. Sin embargo, otro grupo retornaría a sus lugares de origen en el Nanay, Pintayacu y Chambira (Mayor y Aparicio 2009). En 1925, se encontraban aún varios centenares de ikitu en el medio y bajo Nanay, y unos mil en el bajo Curaray (INEI 2007).
Actualmente, la ciudad más importante del oriente peruano lleva el nombre de este pueblo, en homenaje a los primeros pobladores de la zona. No se sabe con exactitud cuándo y quiénes se establecieron en la altiplanicie rodeada por los ríos Nanay, Amazonas, Itaya y lago Moronacocha, lugar donde se ubica actualmente la ciudad de Iquitos. Se cree que en el año 1757 el antiguo pueblo de San Pablo de Napeanos se trasladó a las tierras altas y planas. Asimsimo, en el año 1785, en documentos del gobernador Francisco Requena, se encuentra una relación de 22 pueblos, muy separados entre sí, que pertenecen a la Gobernación General de Maynas, pueblos habitados por etnias napeanas e ikitu, siendo estos últimos los más numerosos. Así, para el año 1789, en los documentos oficiales de Requena, aparece el nombre del Caserío de los Iquito, el cual siguió siendo después el nombre de la ciudad (Mayor y Aparicio 2009).
Para Sullón (2006), el fallecimiento del último curaca Alejandro Inuma en la década de 1940 fue decisivo para este pueblo, pues dejó de transmitirse el ikitu como lengua materna y muchas de sus costumbres empezaron a perderse.

## Instituciones sociales, económicas y políticas
Una de las principales actividades tradicionales de subsistencia para los ikitu es la agricultura, siendo sus principales productos agrícolas la yuca, el plátano, el camote, maíz, sachapapa, tabaco, algodón y barbasco. En relación con sus otras actividades, Alberto Chirif y Carlos Mora (1977) han sostenido que sus herramientas tradicionales para la pesca y la caza son el arpón y la flecha, así como, la lanza y la cerbatana, respectivamente. En los últimos años, se viene dando la extracción forestal a través de habilitadores madereros (Mayor y Aparicio 2009).
Los ikitu viven en comunidades, en donde principalmente los adultos mayores preservan el uso de su propia lengua. Sin embargo, como producto de la pérdida de la lengua originaria, se observa un proceso importante de mestizaje entre las generaciones más jóvenes. Esto mismo se observa para las uniones matrimoniales, ya que muchos de ellos se unen con indígenas de otros grupos étnicos como shiwilu, achuar y shawi (Mayor y Aparicio 2009).

## Censo de comunidades
A partir del Censo de Comunidades Indígenas de la Amazonía realizado en el año 2007, la población de las comunidades autoidentificadas como ikitu se estima en 519 personas, ubicadas principalmente en la región Loreto. Según los datos del mismo censo, la población mayor de 14 años asciende a 289 personas, para las cuales se estima que el índice de analfabetismo es del 8% (INEI 2007).a